# Stade Dominique Duvauchelle
Stade Dominique Duvauchelle – wielofunkcyjny stadion znajdujący się w Créteil służący do rozgrywania meczów piłki nożnej, rugby union oraz zawodów lekkoatletycznych.
Zaprojektowany przez Bernarda Lamy stadion posiada ośmiotorową bieżnię lekkoatletyczną oraz oświetlenie o mocy 1085 luksów, a na czterech trybunach, w tym jednej krytej, może zasiąść 12 050 widzów. Prócz stadionu w kompleksie znajdują się jeszcze trzy boiska piłkarskie i pięć kortów tenisowych, infrastrukturę dopełniają pomieszczenia sanitarne oraz parking na 869 pojazdów. Przy stadionie znajduje się stacja Pointe du Lac linii 8 paryskiego metra.
Został nazwany na cześć Dominique Duvauchelle, miejscowego dziennikarza sportowego, który zmarł niedługo przed zbudowaniem stadionu. Na inauguracji stadionu, która odbyła się 24 września 1983 roku, obecny był Jean Glavany, a w rozegranych wówczas zawodach Charlus Bertimon pobił rekord Francji w rzucie oszczepem.
Jest stadionem domowym klubu US Créteil-Lusitanos, trenują na nim również lekkoatleci z US Créteil Athlétisme.
Prócz meczów piłkarskich – od potyczek zespołów U-15 po spotkania międzypaństwowe – są na nim rozgrywane zawody lekkoatletyczne – regionalne, ogólnokrajowe (w tym rangi mistrzowskiej) oraz międzynarodowe. W 2003 roku gościł jedno ze spotkań mistrzostw świata U-19 w rugby union, zaś w 2008 roku był areną finału piłkarskiego Coupe de l'Outre-Mer 2008.